# Federazione cestistica di Mauritius
La Federazione cestistica di Mauritius è l'ente che controlla e organizza la pallacanestro a Mauritius.
La federazione controlla inoltre la nazionale di pallacanestro di Mauritius. Ha sede a Rose-Hill e l'attuale presidente è Michael Cheung Tat.
È affiliata alla FIBA dal 1959 e organizza il campionato di pallacanestro di Mauritius.